# Сан Јакопо (Пиза)
Сан Јакопо је насеље у Италији у округу Пиза, региону Тоскана.
Према процени из 2011. у насељу је живело 16 становника. Насеље се налази на надморској висини од 1 м.